# Dofus: Battles 2
Pour les articles homonymes, voir Dofus (homonymie).
Dofus: Battles 2 est un jeu vidéo français sorti le 13 avril 2012 sur iOS et dérivé de l'univers de Dofus (Krosmoz). Il a été édité par Ankama Games et fait suite à Dofus: Battles,,,,.